# Jim Archibald
James L. "Jim" Archibald, född 6 juni 1961, är en kanadensisk före detta professionell ishockeyforward som tillbringade tre säsonger i den nordamerikanska ishockeyligan National Hockey League (NHL), där han spelade för ishockeyorganisationerna Minnesota North Stars. Han producerade tre poäng (ett mål och två assists) samt drog på sig 45 utvisningsminuter på 16 grundspelsmatcher. Han spelade också på lägre nivåer för Springfield Indians i American Hockey League (AHL), Kalamazoo Wings i International Hockey League (IHL) och North Dakota Fighting Sioux (University of North Dakota) i National Collegiate Athletic Association (NCAA).
Archibald draftades i sjunde rundan i 1981 års draft av Minnesota North Stars som 139:e spelare totalt.
Han är far till ishockeyspelaren Josh Archibald som spelar inom Pittsburgh Penguins-organisation.

## Statistik
| 1979–1980   | Moose Jaw Canucks           | SJHL        | 58  | 36 | 29 | 65  | 253 | — | — | — | — | — |
| 1980–1981   | Moose Jaw Canucks           | SJHL        | 52  | 46 | 42 | 88  | 308 | — | — | — | — | — |
| 1981–1982   | North Dakota Fighting Sioux | NCAA        | 41  | 10 | 16 | 26  | 96  | — | — | — | — | — |
| 1982–1983   | North Dakota Fighting Sioux | NCAA        | 33  | 7  | 14 | 21  | 91  | — | — | — | — | — |
| 1983–1984   | North Dakota Fighting Sioux | NCAA        | 44  | 21 | 15 | 36  | 156 | — | — | — | — | — |
| 1984–1985   | Minnesota North Stars       | NHL         | 4   | 1  | 2  | 3   | 11  | — | — | — | — | — |
|             | North Dakota Fighting Sioux | NCAA        | 41  | 37 | 24 | 61  | 197 | — | — | — | — | — |
|             | Springfield Indians         | AHL         | 8   | 1  | 0  | 1   | 5   | — | — | — | — | — |
| 1985–1986   | Minnesota North Stars       | NHL         | 11  | 0  | 0  | 0   | 32  | — | — | — | — | — |
|             | Springfield Indians         | AHL         | 12  | 1  | 7  | 8   | 34  | — | — | — | — | — |
| 1986–1987   | Minnesota North Stars       | NHL         | 1   | 0  | 0  | 0   | 2   | — | — | — | — | — |
|             | Springfield Indians         | AHL         | 66  | 10 | 17 | 27  | 303 | — | — | — | — | — |
| 1987–1988   | Kalamazoo Wings             | IHL         | 12  | 0  | 1  | 1   | 73  | — | — | — | — | — |
| NHL totalt  | NHL totalt                  | NHL totalt  | 16  | 1  | 2  | 3   | 45  | — | — | — | — | — |
| AHL totalt  | AHL totalt                  | AHL totalt  | 86  | 12 | 24 | 36  | 342 | — | — | — | — | — |
| NCAA totalt | NCAA totalt                 | NCAA totalt | 159 | 75 | 69 | 144 | 540 | — | — | — | — | — |